# فرانك غراي (لاعب كريكت)
فرانك غراي (2 يوليو 1873 - 23 فبراير 1947) (بالإنجليزية: Frank Gray)‏ هو لاعب كريكت بريطاني (وحمل سابقاً جنسية المملكة المتحدة لبريطانيا العظمى وأيرلندا).